# 范發愚
范發愚（？—？），字元穎，河南懷慶府河內縣人，清朝政治人物。

## 生平
順治二年（1645年）乙酉科河南鄉試舉人，三年（1646年）聯捷丙戌科進士。授山西廣靈縣知縣，任內遭遇姜瓖在大同舉事，官員多半逃竄，百姓吃驚懼怕，范發愚竭盡全力堅守縣城，城內有作為姜瓖內應的，捕得立寘諸法，並且又以飛檄向外求援，不久，支援大同的援兵到來，叛逆盡數遭到殲滅，縣城才得以保全。後到揚州府賦稅，海寇突至，范發愚率家丁堅守倉廒，倉廒才安然無恙。升戶部郎中。康熙四十六年（1707年）祀鄉賢。